# ФК Лапи
„Лапи“ (на албански: Klubi Futbollistik Llapi) е косовски футболен клуб от град Подуево, частично призната държава Косово. Играе в Косоварската суперлига, най-силната дивизия на Косово.

## История
Клубът е основан през 5 юли 1932 год. Играе домакинските си срещи на стадион „Захир Паязити“ в Подуево с капацитет 2000 зрители.

## Успехи
- Супер лига
  -  Сребърен медал (1): 2023/24
  -  Бронзов медал (1): 2018/19
- Първа лига (2 дивизия)
  -  Шампион (2): 2003/04, 2014/15

- Купа на Косово:
  -  Носител (1): 2020/21
  -  Финалист (1): 2024/?5